# Сливинская, Герарда
Мария Герарда Сливинская (пол. Maria Gerarda Śliwińska), урождённая Барбара Сливинская (22 января 1934, Giżyn, Masovian Voivodeship, Мазовецкое воеводство — 5 июля 2012, Бранево, Варминско-Мазурское воеводство) — монахиня Конгрегации сестёр Святой Девы и Мученицы Екатерины в Бранево, юрист и историк, исследователь истории Конгрегации сестёр Святой Девы и Мученицы Екатерины.

## Биография

### Семья и юные годы
Барбара Сливинская родилась 22 января 1934 года в Гижине недалеко от Млавы и была предпоследним ребёнком Яна и Елены, урождённой Матушевской.

### Монашеская жизнь
В Конгрегацию сестёр Святой Екатерины в Бранево вступила 15 апреля 1950 года.
В октябре 1950 года Барбара была принята в послушницы и получила монашеское имя Мария Герарда. Она приняла свои первые монашеские обеты 7 октября 1952 года, а затем была отправлена на катехизацию в Езёраны, где прослужила восемь лет. В это же время она получила диплом катехизатора. В 1958 году она приняла вечные обеты. В 1961–1962 годах она работала в Государственном доме социального обеспечения в Барчево, где выполняла обязанности помощницы медсестры. Одновременно она посещала среднюю школу в Ольштыне. Получив аттестат о среднем образовании, в 1962 году она начала годичное обучение в Межмонастырском центре социальных и правовых исследований в Варшаве.
С 1963 года она жила в воеводском доме в Бранево, где занимала должность наставницы послушниц, а после завершения срока полномочий была назначена наместницей послушниц и избрана советником Польского воеводства. Она занимала эти должности в течение трёх сроков. За это время она прошла годичные подготовительные курсы для начинающих мастеров, а затем для младших мастеров. В 1980 году окончила Академию католической теологии в Варшаве, получив степень магистра теологии.
С 1974 года она жила в монашеском доме в Ломянках, где отвечала за общину, некоторое время была также настоятельницей новициата, а в 1978–1982 годах настоятельницей юниората. С 1981 года она проводила исследования в отечественных и зарубежных архивах, собирая исходные материалы для изучения истории Конгрегации. В 1994 году её перевели в губернский дом в Бранево, где она продолжила поиск и изучение документов. В 1996 году вышла её книга: «История Конгрегации сестёр Святой Екатерины, девы и мученицы в 1571–1772 годах». В 1997 году защитила докторскую диссертацию, подготовленную под руководством проф. Вацлава Одынца в Институте истории Гданьского университета, получив степень доктора философии с диссертацией под тем же названием, что и книга, опубликованная ею годом ранее. Диссертация стала итогом её многолетних исследований, проведённых как в отечественных, так и в зарубежных архивах — литовских, римских и немецких.
Она занималась историей своей общины. Она прочитала ряд лекций на научных симпозиумах и была автором многочисленных статей, биографий и энциклопедических записей. Герарда принимала активное участие в общенациональных встречах сестёр-историков женских религиозных общин. Она отредактировала и подготовила к печати молитвослов Польского воеводства «Отплыви в глубину» (пол. Wypłyń na głębię), который был издан в 2002 году. В последние годы она уделяла особое внимание исследованию послевоенной истории Конгрегации сестёр Святой Екатерины. Она была членом Исторической комиссии в епархиальном процессе по установлению мученичества 16 служителей Божиих из Конгрегации сестёр Святой Екатерины. Она переработала и подготовила к печати «Жизнь и первое и второе правила Конгрегации» Регины Протманн, но не дожила до их публикации. Смерть также прервала работу над вторым томом истории её общины, охватывающим XIX и XX века.

### Болезнь и смерть
В последние годы жизни она боролась со многими болезнями. Весной 2012 года ей поставили диагноз — рак. 5 июля 2012 года в 10:20 утра она умерла. В этом году она должна была отпраздновать 60-летие своего монашеского пострига. Похоронена на кладбище монашеской общины в Бранево.

## Публикации
- Barbara Gerarda Śliwińska, Udział sióstr św. Katarzyny w edukacji dzieci i młodzieży żeńskiej na Warmii w latach 1571–1877, Komunikaty Mazursko-Warmińskie, 1994, 1, s. 23–33[6][7]
- Barbara Gerarda Śliwińska, Bł. Regina Protmann : osobowość i dzieło, Studia Warmińskie, 2001, 38, s. 155–166[8][9][10]
- Barbara Gerarda Śliwińska, Czterechsetlecie papieskiej aprobaty "Reguły" Zgromadzenia Sióstr Świętej Katarzyny Dziewicy i Męczennicy (1602–2002), Studia Warmińskie, 2003, 40, s. 407–416[11][12]
- Dzieje Zgromadzenia Sióstr św. Katarzyny Dziewicy i Męczennicy (1571–1772)[13][14][15]
- Geschichte der Kongregation der Schwestern der Heiligen Jungfrau und Martyrin Katharina 1571–1772[16][17][18][19]
- Śliwińska Barbara Gerarda : Zgromadzenie Sióstr Świętej Katarzyny Dziewicy Męczennicy na Litwie (1645-1995). Stud. Wcinn. t. 33 : 1996 [wyd. 1997] s. 273–293, Zusammenfassung[20][21].
- B. G. Śliwińska CSC, Rola Marcina Kromera w kształtowaniu się zgromadzenia sióstr świętej Katarzyny na Warmii, „Studia Warmińskie”, t. 26, 1989
- I Reguła, wyd. B. G. Śliwińska CSC, „Studia Warmińskie”, t. 22–23, 1985–1986
- II Reguła, wyd. B. G. Śliwińska CSC, przeł. J. Wojtkowski bp, „Studia Warmińskie”, t. 22–23, 1985–1986,
- G. B. Śliwińska CSC, 400-lecie aktualizacji norm prawnych Zgromadzenia Sióstr św. Katarzyny, dziewicy i męczennicy, „Posłaniec Warmiński czyli Kalendarz Maryjny”, t. 13, 1983
- B. G. Śliwińska CSC, Udział sióstr św. Katarzyny w edukacji dzieci i młodzieży żeńskiej na Warmii w latach 1571–1877, „Komunikaty Mazursko-Warmińskie”, 1994, nr 1
- B. G. Śliwińska, Protmann (Brotmann), Regina, Dienerin Gottes, Gründerin des Ordens der Schwestern von der hl. Katharina v. Alexandrien, [w:] Marienlexikon, red. R. Bäumer, L. Scheffczyk, t. 5, St. Ottilien 1993